# 海峽兩岸棒球對抗賽
海峽兩岸棒球對抗賽（簡稱海峽盃棒球賽），由中國棒球協會和中華棒球協會共同舉辦，此賽事成立目的為促進海峽兩岸棒球發展，首屆賽事於2011年在雲南舉行，目前每年皆會舉辦一次。

## 賽事簡介
- 海峽兩岸棒球對抗賽，簡稱「海峽盃棒球賽」，從2011年開始每年舉辦，為中國棒球協會和中華棒球協會共同主辦，比賽地點為雙方輪流。
- 比賽宗旨在於促進兩岸棒球發展，參賽隊伍為兩岸各派四隊，賽制則每屆略有不同。

## 賽事年表
- 2020年、2021年、2022年、2023年：第10屆海峽兩岸棒球對抗賽因新冠肺炎（COVID-19）疫情，而停辦。

## 歷屆賽事
| 屆次   | 年分   | 主辦     | 舉辦地點                 | 參賽隊數 | 獲勝隊伍                        | 獲勝隊伍                    | 獲勝隊伍                    |
| 屆次   | 年分   | 主辦     | 舉辦地點                 | 參賽隊數 | 冠軍                            | 亞軍                        | 季軍                        |
| ------ | ------ | -------- | ------------------------ | -------- | ------------------------------- | --------------------------- | --------------------------- |
| 第一屆 | 2011年 | 中國大陸 | 雲南省西雙版納傣族自治州 | 8        | 合作金庫                        | 天津雄獅                    | 台灣電力                    |
| 第二屆 | 2012年 | 台灣     | 臺北市 新北市            | 8        | 新北市                          | 台灣電力                    | 合作金庫                    |
| 第三屆 | 2013年 | 中國大陸 | 江蘇省無錫市             | 8        | 合作金庫                        | 台北市                      | 台中威達                    |
| 第四屆 | 2014年 | 台灣     | 台中市                   | 8        | 新北市                          | 天津雄獅                    | 台北市                      |
| 第五屆 | 2015年 | 中國大陸 | 遼寧省大連市             | 8        | 台北市                          | 台中運動家                  | 崇越隼鷹                    |
| 第六屆 | 2016年 | 台灣     | 台中市                   | 8        | 台中運動家                      | 台北市                      | 合作金庫                    |
| 第七屆 | 2017年 | 中國大陸 | 江蘇省無錫市             | 8        | 桃園航空城                      | 江蘇鉅馬                    | 台北市                      |
| 第八屆 | 2018年 | 台灣     | 臺北市 新北市            | 8        | 台北興富發                      | 桃園航空城                  | 新北市                      |
| 第九屆 | 2019年 | 中國大陸 | 江蘇省無錫市             | 8        | 台北興富發                      | 台中台壽保                  | 台南市                      |
| 第十屆 | 2024年 | 中國大陸 | 福建省平潭縣             | 8        | A組：希望之星 B組：台中台壽霸龍 | A組：江蘇鉅馬 B組：合作金庫 | A組：北京猛虎 B組：全越運動 |

## 外部連結
- 海峽兩岸棒球對抗賽在台灣棒球維基館上的頁面（繁體中文）
- 中華民國棒球協會 （页面存档备份，存于）（繁體中文）
- 中國棒球協會 （页面存档备份，存于）（简体中文）